# Jean-Pierre Vidal
Jean-Pierre Vidal (n. 24 februarie 1977, Saint-Jean-de-Maurienne, Rhône-Alpes, Franța) este un schior alpin ce a reprezentat Franța, medaliat olimpic. A participat la 2 ediții ale Jocurilor Olimpice (2002, 2006) în care a câștigat o medalie de aur.